# 萨尼娅·米尔扎
萨尼娅·米尔扎（Sania Mirza，1986年11月15日—），印度前女子职业网球运动员。职业排名单打最高第27、双打最高第1，都是印度女子网球运动员的最高纪录。她赢得了六个大满贯冠军——三个女双冠军和三个混双冠军。她是印度最著名、收入最高和最具影响力的运动员之一。米尔扎在2023澳网混双屈居亚军后从职业网球赛场退役。
米尔扎有43个双打冠军头衔，也曾经连续91周成为双打世界第一。2005年，米尔扎被评为WTA最佳新秀。2015年她和玛蒂娜·辛吉斯成为年度最佳双打组合，赢得44连胜，这是历史上最长的连胜纪录之一。米尔扎还在亚运会、英联邦运动会女子双打比赛中得过金牌。
2013年11月25日在“结束对妇女的暴力行为”国际日期间，她被任命为联合国妇女南亚亲善大使。她被时代杂志评为2016年时代百大人物。

## 职业生涯
米尔扎获得2003年温布尔登网球锦标赛青少年女子双打冠军。2004年海德拉巴公开赛女双冠军。2005年美國網球公開賽上击败Mashona Washington、Maria Elena Camerin和玛丽恩·巴托莉，进入女单第4轮。
同年战胜阿廖娜·邦达连科，夺得海德拉巴公开赛女单冠军。在2006年亞洲運動會上获得网球混合双打金牌、女子单打和女子团体银牌。夺得2009年澳洲網球公開賽混合双打冠军。
2009芭答雅女網賽以非種子身分一路打進決賽，決賽遇上俄羅斯粉紅軍團的頭號種子Vera Zvonareva，以5-7、1-6落敗。
2015溫布頓錦標賽女雙決戰，「瑞士公主」 辛吉絲／印度米爾莎以5：7、7：6（7：4）、7：5氣走了俄國第2種子瑪卡洛娃（Ekaterina Makarova）／維絲妮娜（Elena Vesnina）。
2015美國網球公開賽，辛吉絲夥拍印度“西施”莎妮亞在美網女雙決賽以6比3、6比3戰勝跨國組合澳洲選手德拉奎爾與哈薩克選手茜薇多娃，繼溫網之後再奪冠軍。
2016澳洲網球公開賽，米爾莎和「瑞士公主」 辛吉絲在女雙決賽展現絕佳默契與豐富經驗，7：6（7：1）、6：3強壓捷克第7種子赫拉瓦科娃（Andrea Hlavackova）／哈爾德卡（Lucie Hradecka），辛／米締造36連勝、連奪8冠的亮眼紀錄。

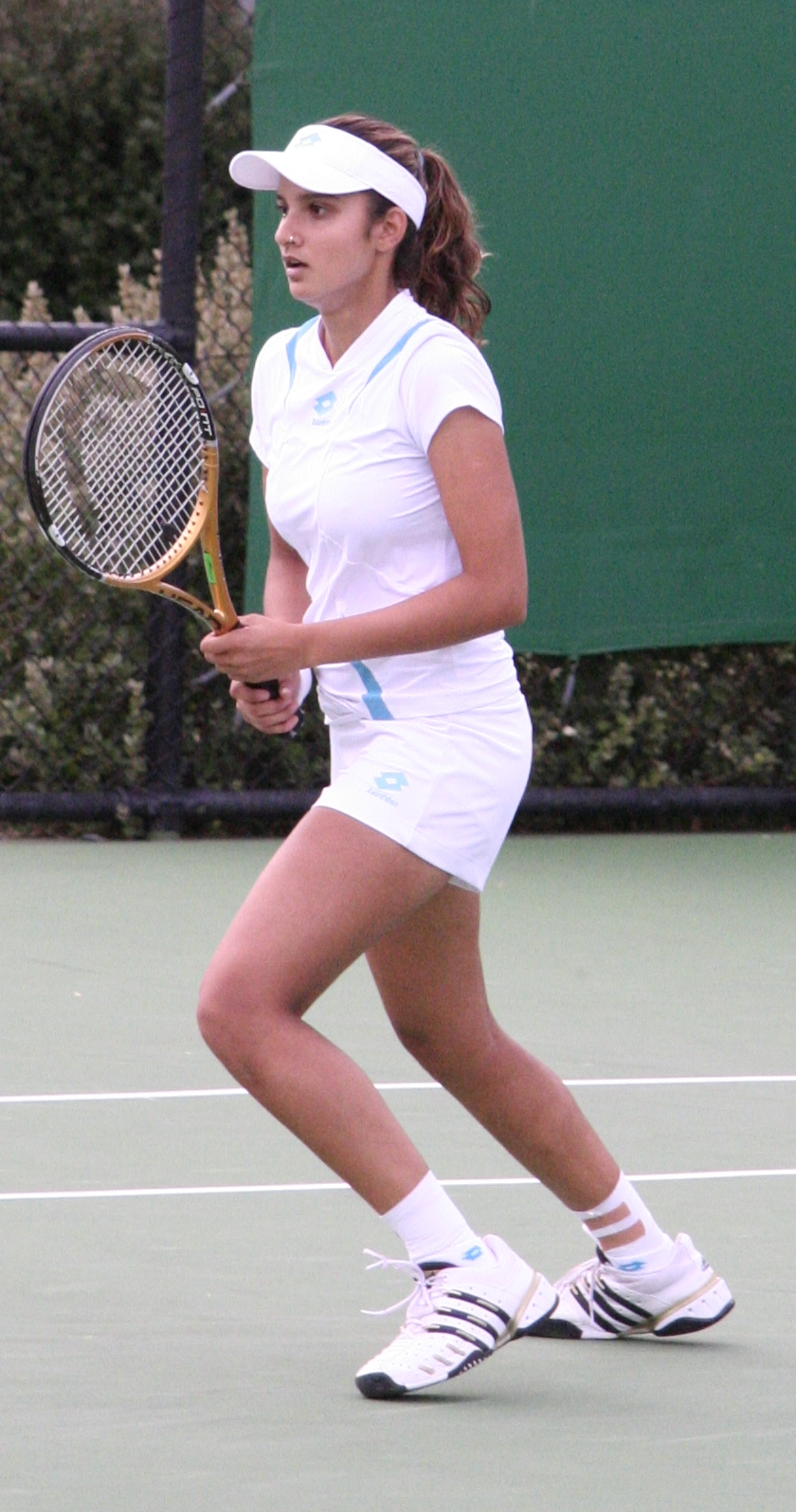
萨尼娅·米尔扎在2007年澳大利亞網球公開賽，第一輪女子雙打比賽

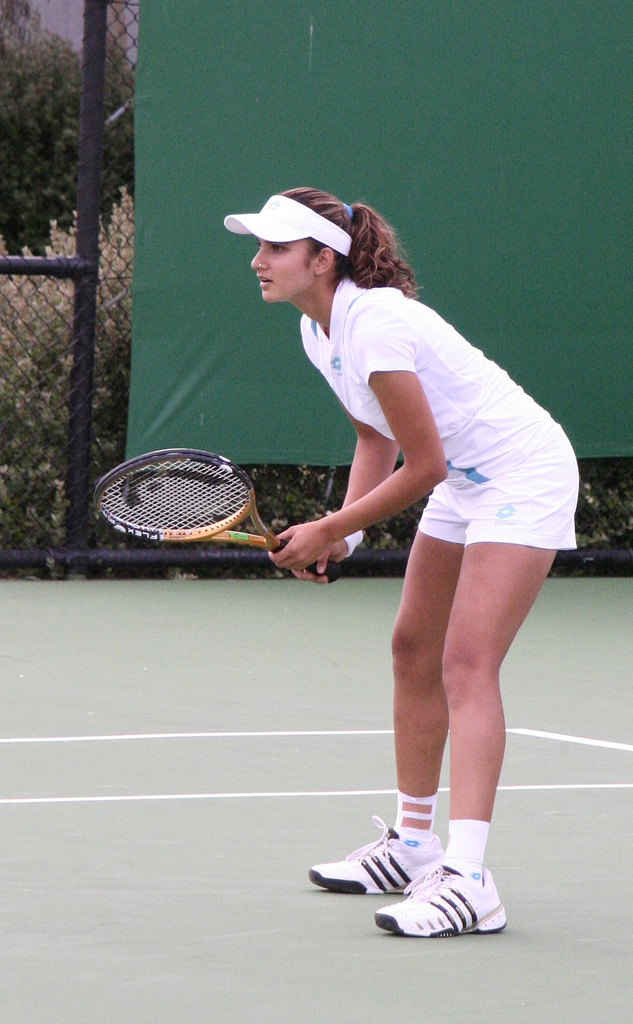
萨尼娅·米尔扎在2007年澳大利亞網球公開賽

## 外部連結
萨尼娅·米尔扎的国际女子网球协会官方資料（英文）
- 萨尼娅·米尔扎的國際網球總會 職業／青少年 官方資料（英文）
- Fed Cup - Player profile - Sania MIRZA (IND) （页面存档备份，存于） （英文）
- 薩尼婭·米爾扎

| 獎項          | 獎項               | 獎項              |
| ------------- | ------------------ | ----------------- |
| 前任： 戈洛文 | WTA最佳新秀 2005年 | 繼任： 拉德萬斯卡 |